# Strand Comics
Strand Comics är ett norskt serieföretag grundat 1996. Det hanterar de internationella rättigheterna för serieskapare som Frode Øverli (Pondus, Inrutat, Riskhospitalet), Martin Kellerman (Rocky, Kellermannen), Børge Lund (Lunch), Nils Axle Kanten (Hjalmar, Fyrkantigt) och Lina Neidestam (Zelda).
En viktig uppgift för bolaget är att sälja och leverera dessa serier till tidningar, tidskrifter och webbplatser i och utanför Norden.
Strand Comics är eller har varit agent och syndikat för Pondus, Nemi (från sommaren 2011 är inte längre hos Strand Comics) och Rocky. Dessutom har man varit initiativtagare och medarrangör av Dagbladets gästserie (med början 1998) och ett antal serietävlingar i Skandinavien (Dagbladet från 1997, VG 2008, Metro Sverige 2005/2006).